# Le Fauga
Le Fauga is een gemeente in het Franse departement Haute-Garonne (regio Occitanie). De plaats maakt deel uit van het arrondissement Muret. Le Fauga telde op 1 januari 2022 2.509 inwoners.

## Geografie
De oppervlakte van Le Fauga bedroeg op 1 januari 2022 8,92 vierkante kilometer; de bevolkingsdichtheid was toen 281,3 inwoners per km².

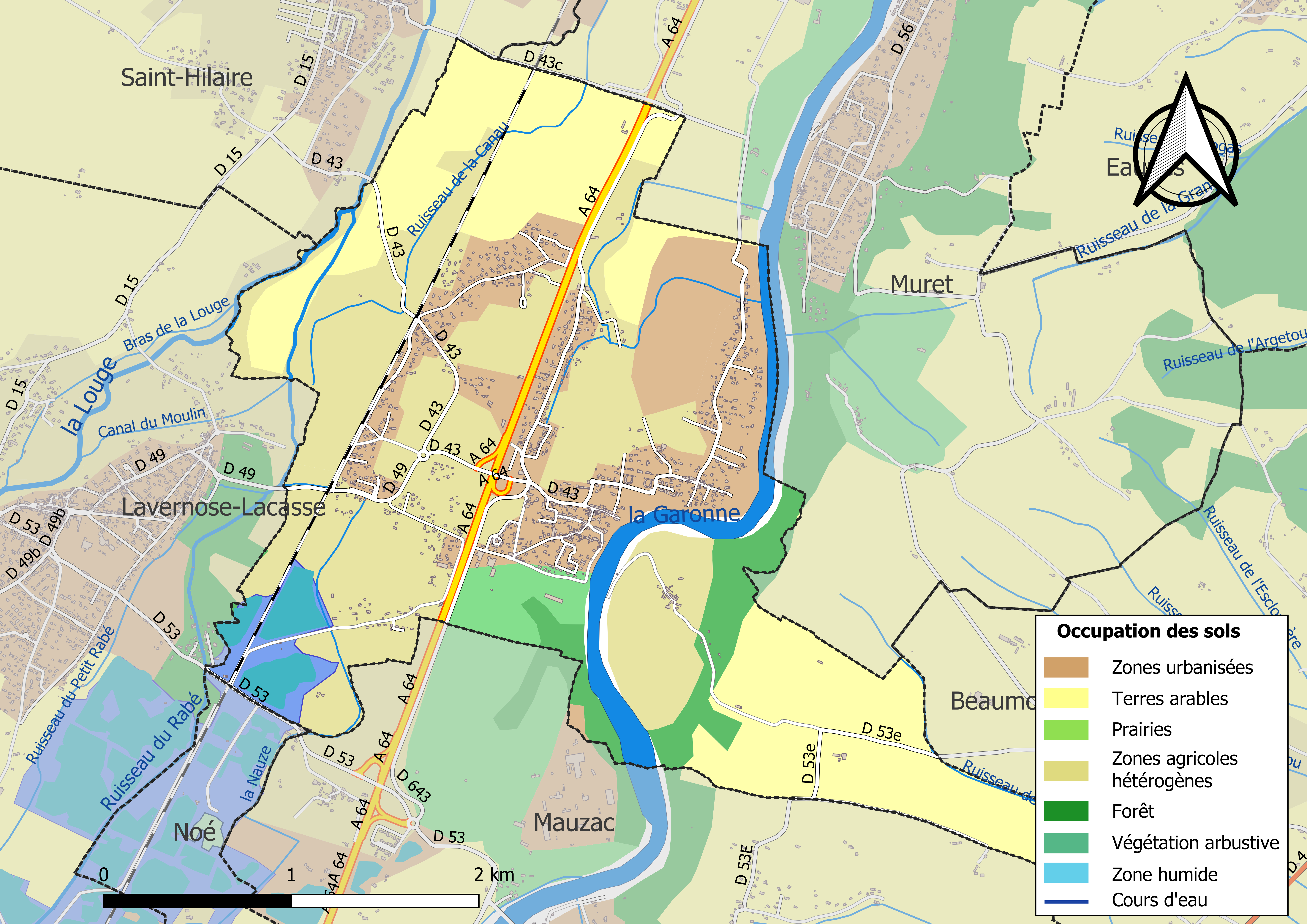
Kaart van de gemeente met belangrijkste infrastructuur, bodemgebruik en omliggende gemeenten

## Demografie
Onderstaande figuur toont het verloop van het inwonertal (bron: INSEE-tellingen).